# Botanische Zeitung weiche Recensionen
Botanische Zeitung weiche Recensionen (abreviado Bot. Zeitung (Regensburg)) fue una revista ilustrada con descripciones botánicas que fue editada en Ratisbona. Se publicaron 6 números en los años 1802-1807 con el nombre de Botanische Zeitung weiche Recensionen, Abhandlungen, Aufsaetze, Neuigkeiten un Nachrichten, die Botanik Betreffend, Enthaelt. Regensburg.  
Los volúmenes 1-5 también emitidos bajo (parte) el título: Allgemeine Bibliothek des Neunzehnten Jahrhunderts. Erlangen. 1802-1805